# ベン・バート
ベンジャミン・"ベン"・バート・Jr（Benjamin "Ben" Burtt, Jr., 1948年7月12日 - ）は、アメリカ合衆国のサウンドデザイナーである。

## 人物
『スター・ウォーズ』、『インディ・ジョーンズ』、『SF/ボディ・スナッチャー』、『E.T.』、『ウォーリー』などを手掛けている。他に編集技師、映画監督、脚本家、声優も務めている。
『スター・ウォーズ』ではR2-D2の「声」、ライトセーバーの音、ダース・ベイダーの重呼吸音、皇帝のフォース・ライトニングの音を作成している。

## 生い立ちと私生活
ニューヨーク州Jamesvilleで生まれた。幼少期から8mm映画を作り、撮影、編集、録音技術を習得。ペンシルベニア州のアレゲニー大学で物理学を専攻し、1970年に卒業。SFX映画『Genesis』によりバートは南カリフォルニア大学の奨学金を獲得し、映画学の修士号を獲得した。
USCではのちにやはり音響技師となるリチャード・A・アンダーソンを相棒に冒険活劇を撮り、自ら出演もこなしている。教官のケン・ミウラの仲介でユニークな効果音が製作出来る若手を探していたジョージ・ルーカスと会い、『スター・ウォーズ』に参加する。
クリスチャンである。1984年に生まれた息子のベンジャミン・アルデン・バートもスカイウォーカー・サウンドの音響技師となり、2018年の『ブラックパンサー (映画)』ではアカデミー音響編集賞にノミネートされた。

## 受賞歴
| 賞               | 年     | 部門                       | 候補作品                                            | 結果       |
| ---------------- | ------ | -------------------------- | --------------------------------------------------- | ---------- |
| アカデミー賞     | 1977年 | 特別業績賞                 | 『スター・ウォーズ』                                | 受賞       |
| アカデミー賞     | 1981年 | 特別業績賞                 | 『レイダース/失われたアーク《聖櫃》』               | 受賞       |
| アカデミー賞     | 1982年 | 音響編集賞                 | 『E.T.』                                            | 受賞       |
| アカデミー賞     | 1983年 | 録音賞                     | 『スター・ウォーズ/ジェダイの復讐』                 | ノミネート |
| アカデミー賞     | 1983年 | 音響編集賞                 | 『スター・ウォーズ/ジェダイの復讐』                 | ノミネート |
| アカデミー賞     | 1988年 | 音響編集賞                 | 『ウィロー』                                        | ノミネート |
| アカデミー賞     | 1989年 | 録音賞                     | 『インディ・ジョーンズ/最後の聖戦』                 | ノミネート |
| アカデミー賞     | 1989年 | 音響編集賞                 | 『インディ・ジョーンズ/最後の聖戦』                 | 受賞       |
| アカデミー賞     | 1996年 | 短編ドキュメンタリー映画賞 | Special Effects: Anything Can Happen                | ノミネート |
| アカデミー賞     | 1999年 | 音響編集賞                 | 『スター・ウォーズ エピソード1/ファントム・メナス』 | ノミネート |
| アカデミー賞     | 2008年 | 録音賞                     | 『ウォーリー』                                      | ノミネート |
| アカデミー賞     | 2008年 | 音響編集賞                 | 『ウォーリー』                                      | ノミネート |
| 英国アカデミー賞 | 1978年 | 音響賞                     | 『スター・ウォーズ』                                | 受賞       |
| 英国アカデミー賞 | 1980年 | 音響賞                     | 『スター・ウォーズ/帝国の逆襲』                     | ノミネート |
| 英国アカデミー賞 | 1981年 | 音響賞                     | 『レイダース/失われたアーク《聖櫃》』               | ノミネート |
| 英国アカデミー賞 | 1983年 | 音響賞                     | 『スター・ウォーズ/ジェダイの復讐』                 | ノミネート |
| 英国アカデミー賞 | 1984年 | 音響賞                     | 『インディ・ジョーンズ/魔宮の伝説』                 | ノミネート |
| 英国アカデミー賞 | 1989年 | 音響賞                     | 『インディ・ジョーンズ/最後の聖戦』                 | ノミネート |
| 英国アカデミー賞 | 1999年 | 音響賞                     | 『スター・ウォーズ エピソード1/ファントム・メナス』 | ノミネート |
| 英国アカデミー賞 | 2008年 | 音響賞                     | 『ウォーリー』                                      | ノミネート |
| 英国アカデミー賞 | 2009年 | 音響賞                     | 『スター・トレック』                                | ノミネート |
| アニー賞         | 2008年 | アニメ映画声優賞           | 『ウォーリー』                                      | ノミネート |